# Фиджи на летних Олимпийских играх 2016
Фиджи на летних Олимпийских играх 2016 года были представлены 53 спортсменами в 10 видах спорта. Состав сборной стал самым многочисленным за всю историю выступлений страны на Олимпийских играх. Знаменосцем сборной Фиджи на церемонии открытия Игр стал регбист Осеа Колинисау, а на церемонии закрытия — легкоатлет Лесли Копленд, занявший 32-е место в метании копья. По итогам соревнований на счету фиджийских спортсменов была одна золотая медаль, что позволило сборной Фиджи занять 54-е место в неофициальном медальном зачёте. Её обладателем стала мужская сборная по регби-7. Эта медаль стала первой олимпийской наградой в истории Фиджи.

## Медали
| Золото | |                         |            |
| №      | Спортсмены | Вид спорта (дисциплина) | Дата       |
| 1      | Мужская сборная по регби-7 Джаса Верамалуа Масивеси Дакувака Аписай Домолайлай Осеа Колинисау Семи Кунатани Вильям Мате Самисони Насагавеси Леоне Накарава Савенаса Равака Ватемо Равоувоу Китионе Талига Джерри Туваи Джосуа Туисова | Регби-7 (мужчины)       | 11 августа |

## Состав сборной
Бокс
1. Уинстон Хилл

 Дзюдо
1. Джосатеки Наулу

 Лёгкая атлетика
1. Лесли Коплэнд
2. Сисилия Сивулу

 Настольный теннис
1. Салли Йи

 Плавание
1. Мели Малани
2. Мателита Буадромо

 Регби-7
1. Джаса Верамалуа
2. Масивеси Дакувака
3. Аписай Домолайлай
4. Осеа Колинисау
5. Семи Кунатани
6. Вильям Мате
7. Самисони Насагавеси
8. Леоне Накарава
9. Савенаса Равака
10. Ватемо Равоувоу
11. Китионе Талига
12. Джерри Туваи
13. Джосуа Туисова
14. Райиджели Давеуа
15. Меревай Куму
16. Русила Нагасау
17. Лития Найкато
18. Тимаима Рависа
19. Виниана Ривай
20. Ана Мария Рокика
21. Асена Рокомарама
22. Джиована Сауто
23. Ребекка Таво
24. Тима Тамой
25. Лавениа Тинаи
26. Луиза Тисоло

 Стрельба
1. Гленн Кэйбл

 Стрельба из лука
1. Роб Элдер

 Тяжёлая атлетика
1. Мануэли Туло
2. Аполониа Вайвай

 Футбол
1. Симионе Таманисау
2. Шанил Найду
3. Пранил Найду
4. Филипе Баравилала
5. Джале Дрелоа
6. Элвин Сингх
7. Антонио Туивуна
8. Никел Чанд
9. Рату Накалеву
10. Тевита Варанаивалу
11. Джозеф Турагабеси
12. Колинио Сивоки
13. Аниш Хем
14. Сетареки Хьюз
15. Рой Кришна
16. Иозефо Веревоу
17. Сэмюэла Набения
18. Саула Вака

## Результаты соревнований

### Бокс
Квоты, завоёванные спортсменами, являются именными. Если от одной страны путёвки на Игры завоюют два и более спортсмена, то право выбора боксёра предоставляется национальному Олимпийскому комитету. Соревнования по боксу проходят по системе плей-офф. Для победы в олимпийском турнире боксёру необходимо одержать либо четыре, либо пять побед в зависимости от жеребьёвки соревнований. Оба спортсмена, проигравшие в полуфинальных поединках, становятся обладателями бронзовых наград.
Мужчины
| До 69 кг | Уинстон Хилл | ARMВ.Маргарян П 0:3 | Завершил выступление |

### Водные виды спорта

#### Плавание
В следующий раунд на каждой дистанции проходят спортсмены, показавшие лучший результат, независимо от места, занятого в своём заплыве.
Мужчины
| Дистанция                | Спортсмены  | Предварительный раунд | Предварительный раунд | Предварительный раунд | Полуфинал            | Полуфинал            | Полуфинал            | Финал                | Финал                |
| Дистанция                | Спортсмены  | Заплыв                | Результат             | Место                 | Заплыв               | Результат            | Место                | Результат            | Место                |
| ------------------------ | ----------- | --------------------- | --------------------- | --------------------- | -------------------- | -------------------- | -------------------- | -------------------- | -------------------- |
| 50 метров вольным стилем | Мели Малани | 5                     | 23,88                 | 51                    | Завершил выступление | Завершил выступление | Завершил выступление | Завершил выступление | Завершил выступление |

Женщины
| Дистанция                 | Спортсмены        | Предварительный раунд | Предварительный раунд | Предварительный раунд | Полуфинал             | Полуфинал             | Полуфинал             | Финал                 | Финал                 |
| Дистанция                 | Спортсмены        | Заплыв                | Результат             | Место                 | Заплыв                | Результат             | Место                 | Результат             | Место                 |
| ------------------------- | ----------------- | --------------------- | --------------------- | --------------------- | --------------------- | --------------------- | --------------------- | --------------------- | --------------------- |
| 200 метров вольным стилем | Мателита Буадромо | 1                     | 2:05,49               | 40                    | Завершила выступление | Завершила выступление | Завершила выступление | Завершила выступление | Завершила выступление |

### Дзюдо
Соревнования по дзюдо проводились по системе с выбыванием. В утешительные раунды попадали спортсмены, проигравшие полуфиналистам турнира. Два спортсмена, одержавших победу в утешительном раунде, в поединке за бронзу сражались с дзюдоистами, проигравшими в полуфинале.
Мужчины
| Категория | Спортсмены      | 1/32 финала        | 1/16 финала             | 1/8 финала           | Четвертьфинал        | Полуфинал            | Финал                | Место |
| Категория | Спортсмены      | Соперник Результат | Соперник Результат      | Соперник Результат   | Соперник Результат   | Соперник Результат   | Соперник Результат   | Место |
| --------- | --------------- | ------------------ | ----------------------- | -------------------- | -------------------- | -------------------- | -------------------- | ----- |
| До 81 кг  | Джосатеки Наулу | Не участвовал      | UZBШ. Сабиров П 001:100 | Завершил выступление | Завершил выступление | Завершил выступление | Завершил выступление | 17    |

### Лёгкая атлетика
Мужчины
Технические дисциплины
| Дисциплина    | Спортсмен     | Квалификация | Квалификация | Финал                | Финал                |
| Дисциплина    | Спортсмен     | Результат    | Место        | Результат            | Место                |
| ------------- | ------------- | ------------ | ------------ | -------------------- | -------------------- |
| Метание копья | Лесли Коплэнд | 76,04        | 32           | Завершил выступление | Завершил выступление |

Женщины
Беговые дисциплины
| Дисциплина        | Спортсмен      | Предварительный раунд | Предварительный раунд | Предварительный раунд | Четвертьфиналы | Четвертьфиналы | Четвертьфиналы | Полуфиналы            | Полуфиналы            | Полуфиналы            | Финал                 | Финал                 |
| Дисциплина        | Спортсмен      | Забег                 | Время                 | Место                 | Забег          | Время          | Место          | Забег                 | Время                 | Место                 | Время                 | Место                 |
| ----------------- | -------------- | --------------------- | --------------------- | --------------------- | -------------- | -------------- | -------------- | --------------------- | --------------------- | --------------------- | --------------------- | --------------------- |
| Бег на 100 метров | Сисилия Сивулу | 1                     | 12,34                 | 2                     | 1              | 12,48          | 8              | Завершила выступление | Завершила выступление | Завершила выступление | Завершила выступление | Завершила выступление |

### Настольный теннис
Соревнования по настольному теннису проходили по системе плей-офф. Каждый матч продолжался до тех пор, пока один из теннисистов не выигрывал 4 партии. Сильнейшие 16 спортсменов начинали соревнования с третьего раунда, следующие 16 по рейтингу стартовали со второго раунда.
Женщины
| Соревнование     | Спортсмены | Квалификация        | Первый раунд          | Второй раунд          | Третий раунд          | 1/8 финала            | 1/4 финала            | Полуфинал             | Финал                 |
| Соревнование     | Спортсмены | Соперник Результат  | Соперник Результат    | Соперник Результат    | Соперник Результат    | Соперник Результат    | Соперник Результат    | Соперник Результат    | Соперник Результат    |
| ---------------- | ---------- | ------------------- | --------------------- | --------------------- | --------------------- | --------------------- | --------------------- | --------------------- | --------------------- |
| Одиночный разряд | Салли Йи   | О. Эдем (NGR) П 0:4 | Завершила выступление | Завершила выступление | Завершила выступление | Завершила выступление | Завершила выступление | Завершила выступление | Завершила выступление |

### Регби-7

##### Мужчины
Мужская сборная Фиджи квалифицировалась на Игры, заняв первое место по итогам Мировой серии 2014/2015.
Состав
Результаты
Групповой этап (Группа A)
| Место | Команда   | И | В | Н | П | ОЗ | ОП | +/- | Очки |
| ----- | --------- | - | - | - | - | -- | -- | --- | ---- |
| 1     | Фиджи     | 3 | 3 | 0 | 0 | 85 | 45 | +40 | 9    |
| 2     | Аргентина | 3 | 2 | 0 | 1 | 62 | 35 | +27 | 7    |
| 3     | США       | 3 | 1 | 0 | 2 | 59 | 41 | +18 | 5    |
| 4     | Бразилия  | 3 | 0 | 0 | 3 | 12 | 97 | -85 | 3    |

| 9 августа 2016 13:30 UTC-3 | \| Фиджи \| 40:12 (7:5, 33:7) Протокол \| Бразилия \| \| Джаса Веремалуа 6', 12' · Осеа Колинисау 8' · Джосуа Туисова 10', 13' · Самисони Насагавеси 11' · Осеа Колинисау 6' · Ватемо Равоувоу 9', 11', 12', 14' · Ватемо Равоувоу 10' \| Голы \| Фелипе Кларо 4' · Густаво Альбукерке 14+' · Андре Силва 14+' · Лукас Дуке 5' \| | Стадион Деодоро, Рио-де-Жанейро Судьи: Федерико Ансельми                     |
| Фиджи | 40:12 (7:5, 33:7) Протокол | Бразилия                                                                     |
| Джаса Веремалуа 6', 12' · Осеа Колинисау 8' · Джосуа Туисова 10', 13' · Самисони Насагавеси 11' · Осеа Колинисау 6' · Ватемо Равоувоу 9', 11', 12', 14' · Ватемо Равоувоу 10' | Голы | Фелипе Кларо 4' · Густаво Альбукерке 14+' · Андре Силва 14+' · Лукас Дуке 5' |

| 9 августа 2016 18:30 UTC-3                                                                 | \| Фиджи \| 21:14 (7:7, 14:7) Протокол \| Аргентина \| \| Джосуа Туисова 3' · Китионе Талига 11', 13' · Ватемо Равоувоу 3' · Осеа Колинисау 11', 13' \| Голы \| Франко Сабата 5' · Сантьяго Альварес 9' · Гастон Револь 5', 9' \| | Стадион Деодоро, Рио-де-Жанейро Судьи: Раста Расивенге         |
| Фиджи                                                                                      | 21:14 (7:7, 14:7) Протокол | Аргентина                                                      |
| Джосуа Туисова 3' · Китионе Талига 11', 13' · Ватемо Равоувоу 3' · Осеа Колинисау 11', 13' | Голы | Франко Сабата 5' · Сантьяго Альварес 9' · Гастон Револь 5', 9' |

| 10 августа 2016 13:30 UTC-3 | \| Фиджи \| 24:19 (12:7, 12:12) Протокол \| США \| \| Осеа Колинисау 7' · Ватемо Равоувоу 7+' · Вильям Мата 10' · Семи Кунатани 12' · Осеа Колинисау 7', 10' · Ватемо Равоувоу 7+' · Осеа Колинисау 12' \| Голы \| Данни Барретт 5' · Перри Бейкер 5' · Нейт Эбнер 13' · Мэдисон Хьюз 5', 8' · Мэдисон Хьюз 13' \| | Стадион Деодоро, Рио-де-Жанейро Судьи: Ричард Келли                                          |
| Фиджи | 24:19 (12:7, 12:12) Протокол | США                                                                                          |
| Осеа Колинисау 7' · Ватемо Равоувоу 7+' · Вильям Мата 10' · Семи Кунатани 12' · Осеа Колинисау 7', 10' · Ватемо Равоувоу 7+' · Осеа Колинисау 12' | Голы | Данни Барретт 5' · Перри Бейкер 5' · Нейт Эбнер 13' · Мэдисон Хьюз 5', 8' · Мэдисон Хьюз 13' |

Четвертьфинал
| 10 августа 2016 17:00 UTC-3                                                   | \| Фиджи \| 12:7 (5:7, 7:0) Протокол \| Новая Зеландия \| \| Осеа Колинисау 2' · Джерри Туваи 9' · Ватемо Равоувоу 3' · Осеа Колинисау 10' \| Голы \| Гиллис Кака 7' · Аугустин Пулу 7' \| | Стадион Деодоро, Рио-де-Жанейро Судьи: Раста Расивенге |
| Фиджи                                                                         | 12:7 (5:7, 7:0) Протокол | Новая Зеландия                                         |
| Осеа Колинисау 2' · Джерри Туваи 9' · Ватемо Равоувоу 3' · Осеа Колинисау 10' | Голы | Гиллис Кака 7' · Аугустин Пулу 7'                      |

Полуфинал
| 11 августа 2016 14:30 UTC-3 | \| Фиджи \| 20:5 Отчёт \| Япония \| | Стадион Деодоро, Рио-де-Жанейро |
| Фиджи                       | 20:5 Отчёт                          | Япония                          |

Финал
| 11 августа 2016 19:00 UTC-3 | \| Фиджи \| 43:7 Отчёт \| Великобритания \| | Стадион Деодоро, Рио-де-Жанейро |
| Фиджи                       | 43:7 Отчёт                                  | Великобритания                  |

Итог: Победители

##### Женщины
Женская сборная Фиджи квалифицировалась на Игры, заняв первое место по итогам чемпионата Океании 2015 года.
Состав
| Номер | Имя              | Дата рождения | Рост, см | Вес, кг | Клуб           | Игры | Очки    | Очки       | Очки     | Очки  |
| Номер | Имя              | Дата рождения | Рост, см | Вес, кг | Клуб           | Игры | Попытки | Реализации | Штрафные | Всего |
| ----- | ---------------- | ------------- | -------- | ------- | -------------- | ---- | ------- | ---------- | -------- | ----- |
| 1     | Лития Найкато    | 25.03.1987    | 180      | 76      | Мистик Найтс   | 6    | 1       | 0          | 0        | 5     |
| 2     | Меревей Куму     | 31.08.1997    | 174      | 73      | Марист Сихоукс | 4    | 0       | 0          | 0        | 0     |
| 3     | Райиджели Давеуа | 30.05.1992    |          | 69      | Варденс        | 4    | 2       | 0          | 0        | 10    |
| 4     | Асена Рокомарама | 02.05.1996    | 160      | 58      | Страйдерс      | 4    | 0       | 0          | 0        | 0     |
| 5     | Тимаима Тамой    | 30.11.1987    | 175      | 70      | Сентрал Чифс   | 6    | 0       | 0          | 0        | 0     |
| 6     | Ребекка Таво     | 23.03.1983    | 172      | 75      | Трайб-7s       | 6    | 1       | 0          | 0        | 5     |
| 7     | Русила Нагасау   | 04.08.1987    | 175      | 80      | Марист Сихоукс | 6    | 1       | 0          | 0        | 5     |
| 8     | Лавениа Тинаи    | 07.09.1990    | 165      | 57      | Марист Сихоукс | 6    | 1       | 4/6        | 0        | 13    |
| 9     | Ана Мария Рокика | 02.02.1988    | 162      | 55      | Марист Сихоукс | 6    | 1       | 0          | 0        | 5     |
| 10    | Виниана Ривай    | 06.06.1991    | 165      | 70      | Марист Сихоукс | 5    | 1       | 1/1        | 0        | 7     |
| 11    | Луиза Тисоло     | 20.09.1991    | 175      | 63      | Страйдерс      | 6    | 1       | 1/3        | 0        | 7     |
| 12    | Тимаима Рависа   | 01.05.1988    | 160      | 55      | Страйдерс      | 6    | 1       | 0          | 0        | 5     |
| 13    | Джиована Сауто   | 13.03.1998    | 170      | 69      | Марист Сихоукс | 1    | 0       | 0          | 0        | 0     |

| Должность      | Имя               | Гражданство    | Дата рождения |
| -------------- | ----------------- | -------------- | ------------- |
| Главный тренер | Кристофер Крэкнел | Великобритания |               |
| Менеджер       | Мэтью Дули        | Австралия      |               |

Результаты
Групповой этап (Группа A)
| Место | Команда   | И | В | Н | П | ОЗ  | ОП  | +/-  | Очки |
| ----- | --------- | - | - | - | - | --- | --- | ---- | ---- |
| 1     | Австралия | 3 | 2 | 1 | 0 | 101 | 12  | +89  | 8    |
| 2     | Фиджи     | 3 | 2 | 0 | 1 | 48  | 43  | +5   | 7    |
| 3     | США       | 3 | 1 | 1 | 1 | 67  | 24  | +43  | 6    |
| 4     | Колумбия  | 3 | 0 | 0 | 3 | 0   | 137 | -137 | 3    |

| 6 августа 2016 13:00 UTC-3               | \| США \| 7:12 (0:7, 7:5) Протокол \| Фиджи \| \| Алев Келтер 10' · Акалани Баравилала 10' \| Голы \| 4' Луиза Тисоло · 8' Тимаима Рависа · 4' Луиза Тисоло · 8' Луиза Тисоло \| | Стадион Деодоро, Рио-де-Жанейро Судьи: Раста Расивинье                  |
| США                                      | 7:12 (0:7, 7:5) Протокол | Фиджи                                                                   |
| Алев Келтер 10' · Акалани Баравилала 10' | Голы | 4' Луиза Тисоло · 8' Тимаима Рависа · 4' Луиза Тисоло · 8' Луиза Тисоло |

| 6 августа 2016 18:30 UTC-3 | \| Австралия \| 36:0 (19:0, 17:0) Протокол \| Фиджи \| \| Эмили Черри 1' · Эмма Тонегато 4', 13' · Шарлотта Кэслик 5' · Эллиа Грин 10' · Хлои Далтон 14' · Хлои Далтон 2', 6', 13' · Хлои Далтон 4' 10' 14' \| Голы \| \| | Стадион Деодоро, Рио-де-Жанейро Судьи: Сара Кокс |
| Австралия | 36:0 (19:0, 17:0) Протокол | Фиджи                                            |
| Эмили Черри 1' · Эмма Тонегато 4', 13' · Шарлотта Кэслик 5' · Эллиа Грин 10' · Хлои Далтон 14' · Хлои Далтон 2', 6', 13' · Хлои Далтон 4' 10' 14' | Голы |                                                  |

| 7 августа 2016 13:00 UTC-3 | \| Фиджи \| 36:0 (24:0, 12:0) Протокол \| Колумбия \| \| Райджели Давеуа 1', 3' · Лавения Тинаи 5' · Ана Рокица 7' · Вивиана Риваи 9' · Русила Нагасалу 14' · Вивиана Риваи 1' · Лавения Тинаи 3', 10' · Лавения Тинаи 5' 7' · Луиза Тисоло 14' \| Голы \| \| | Стадион Деодоро, Рио-де-Жанейро Судьи: Роуз Лабреш |
| Фиджи | 36:0 (24:0, 12:0) Протокол | Колумбия                                           |
| Райджели Давеуа 1', 3' · Лавения Тинаи 5' · Ана Рокица 7' · Вивиана Риваи 9' · Русила Нагасалу 14' · Вивиана Риваи 1' · Лавения Тинаи 3', 10' · Лавения Тинаи 5' 7' · Луиза Тисоло 14' | Голы |                                                    |

Четвертьфинал
| 7 августа 2016 18:00 UTC-3                                                                                  | \| Великобритания \| 26:7 (19:7, 7:0) Протокол \| Фиджи \| \| Эбби Браун 1', 11' · Элис Ричардсон 5' · Джоанна Уотмор 14+' · Кейти Маклин 1', 6', 12' · Кейти Маклин 14+' \| Голы \| Лития Наикато 4' · Лавения Тинаи 4' \| | Стадион Деодоро, Рио-де-Жанейро Судьи: Альхамбра Ньевис |
| Великобритания                                                                                              | 26:7 (19:7, 7:0) Протокол | Фиджи                                                   |
| Эбби Браун 1', 11' · Элис Ричардсон 5' · Джоанна Уотмор 14+' · Кейти Маклин 1', 6', 12' · Кейти Маклин 14+' | Голы | Лития Наикато 4' · Лавения Тинаи 4'                     |

Полуфинал за 5-8-е места
| 8 августа 2016 14:00 UTC-3         | \| Фиджи \| 7:12 (7:0, 0:12) Протокол \| США \| \| Ребекка Таво 4' · Лавения Тинаи 5' \| Голы \| Алев Келтер 11' · Райчел Стивенс 12' · Алев Келтер 11' · Акалани Баравилала 13' \| | Стадион Деодоро, Рио-де-Жанейро Судьи: Джессика Бирд                            |
| Фиджи                              | 7:12 (7:0, 0:12) Протокол | США                                                                             |
| Ребекка Таво 4' · Лавения Тинаи 5' | Голы | Алев Келтер 11' · Райчел Стивенс 12' · Алев Келтер 11' · Акалани Баравилала 13' |

Матч за 7-е место
| 8 августа 2016 17:30 UTC-3                                                               | \| Испания \| 21:0 (14:0, 7:0) Протокол \| Фиджи \| \| Патрисия Гарсия 4' · Амая Эрбина 6' · Йера Эчебаррия 14+' · Патрисия Гарсия 4', 6', 14+' \| Голы \| \| | Стадион Деодоро, Рио-де-Жанейро Судьи: Беатрис Бенвенути |
| Испания                                                                                  | 21:0 (14:0, 7:0) Протокол | Фиджи                                                    |
| Патрисия Гарсия 4' · Амая Эрбина 6' · Йера Эчебаррия 14+' · Патрисия Гарсия 4', 6', 14+' | Голы |                                                          |

Итог: по результатам олимпийского турнира женская сборная Фиджи по регби-7 заняла 8-е место.

### Стрельба
В январе 2013 года Международная федерация спортивной стрельбы приняла новые правила проведения соревнований на 2013—2016 годы; в частности, был изменён порядок проведения финалов. Во многих дисциплинах спортсмены, прошедшие в финал, теперь начинают решающий раунд без очков, набранных в квалификации, а финал проходит по системе с выбыванием. Также в финалах после каждого раунда стрельбы из дальнейшей борьбы выбывает спортсмен с наименьшим количеством баллов. В скоростном пистолете решающие поединки проходят по системе попал-промах. В стендовой стрельбе добавился полуфинальный раунд, где определяются по два участника финального матча и поединка за третье место.
Мужчины
| Соревнование | Спортсмены  | Квалификация | Квалификация | Полуфинал            | Полуфинал            | Финал                | Финал                |
| Соревнование | Спортсмены  | Результат    | Место        | Результат            | Место                | Соперник/ Результат  | Место                |
| ------------ | ----------- | ------------ | ------------ | -------------------- | -------------------- | -------------------- | -------------------- |
| Трап         | Гленн Кэйбл | 112          | 23           | Завершил выступление | Завершил выступление | Завершил выступление | Завершил выступление |

### Стрельба из лука
В квалификации соревнований лучники выполняют 12 серий выстрелов по 6 стрел с расстояния 70 метров. По итогам предварительного раунда составляется сетка плей-офф, где в 1/32 финала 1-й номер посева встречается с 64-м, 2-й с 63-м и т. д. В поединках на выбывание спортсмены выполняют по три выстрела. Участник, набравший за эту серию больше очков, получает 2 очка. Если же оба лучника набрали одинаковое количество баллов, то они получают по одному очку. Победителем пары становится лучник, первым набравший 6 очков.
Мужчины
| Соревнование              | Спортсмены | Квалификация | Квалификация | 1/32 финала               | 1/16 финала          | 1/8 финала           | Четвертьфинал        | Полуфинал            | Финал                | Место |
| Соревнование              | Спортсмены | Результат    | Место        | Соперник Результат        | Соперник Результат   | Соперник Результат   | Соперник Результат   | Соперник Результат   | Соперник Результат   | Место |
| ------------------------- | ---------- | ------------ | ------------ | ------------------------- | -------------------- | -------------------- | -------------------- | -------------------- | -------------------- | ----- |
| Индивидуальное первенство | Роб Элдер  | 635          | 56           | TPEВэй Чжуньхэн (9) П 0:6 | Завершил выступление | Завершил выступление | Завершил выступление | Завершил выступление | Завершил выступление | 33    |

### Тяжёлая атлетика
Каждый НОК самостоятельно выбирает категорию, в которой выступит её тяжелоатлет. В рамках соревнований проводятся два упражнения — рывок и толчок. В каждом из упражнений спортсмену даётся 3 попытки. Победитель определяется по сумме двух упражнений. При равенстве результатов победа присуждается спортсмену с меньшим собственным весом.
Мужчины
| Категория | Спортсмены   | Вес   | Рывок | Рывок | Рывок | Толчок | Толчок | Толчок | Всего | Место |
| Категория | Спортсмены   | Вес   | 1     | 2     | 3     | 1      | 2      | 3      | Всего | Место |
| --------- | ------------ | ----- | ----- | ----- | ----- | ------ | ------ | ------ | ----- | ----- |
| До 56 кг  | Мануэли Туло | 55,81 | 103   | 106   | 109   | 130    | 136    | 139    | 242   | 13    |

Женщины
| Категория | Спортсмены      | Вес   | Рывок | Рывок | Рывок | Толчок | Толчок | Толчок | Всего | Место |
| Категория | Спортсмены      | Вес   | 1     | 2     | 3     | 1      | 2      | 3      | Всего | Место |
| --------- | --------------- | ----- | ----- | ----- | ----- | ------ | ------ | ------ | ----- | ----- |
| До 69 кг  | Аполония Вайвай | 68,88 | 88    | 88    | 92    | 108    | 113    | 117    | 201   | 11    |

### Футбол

#### Мужчины
Олимпийская сборная Фиджи квалифицировалась на Игры, одержав победу в олимпийском квалификационном турнире, который прошёл в рамках Тихоокеанских игр 2015 года. В мужском олимпийском турнире приняли участие сборные, составленные из игроков не старше 23 лет (родившиеся после 1 января 1993 года). Также в заявку могли войти не более трёх футболистов старше этого возраста.
Перед началом олимпийского турнира за нарушение дисциплины из заявки сборной были исключены два игрока —  Колинио Сивоки и Сакарайя Наисуа. Вместо них в заявку был добавлен только один игрок Джозеф Турагабеси.
Олимпийская сборная Фиджи в финальном турнире заняла 4-е место в своей группе, не сумев квалифицироваться в 1/4 финала.
Состав
| №              | Имя                | Клуб              | Дата рождения    | Возраст | Игр     | Голов   |
| Вратари        | Вратари            | Вратари           | Вратари          | Вратари | Вратари | Вратари |
| -------------- | ------------------ | ----------------- | ---------------- | ------- | ------- | ------- |
| 1              | Симионе Таманисау* | Рева              | 5 июня 1982      | 34      | 3       | -23     |
| 18             | Шанил Найду        | Дрекети           | 28 марта 1995    | 21      | 0       | 0       |
| Защитники      |                    |                   |                  |         |         |         |
| 2              | Пранил Найду       | Ба                | 29 января 1995   | 21      | 3       | 0       |
| 3              | Филипе Баравилала  | Сува              | 25 ноября 1994   | 21      | 3       | 0       |
| 4              | Джале Дрелоа       | Сува              | 21 апреля 1995   | 21      | 3       | 0       |
| 11             | Элвин Сингх*       | Ба                | 9 июня 1988      | 28      | 3       | 0       |
| Полузащитники  |                    |                   |                  |         |         |         |
| 5              | Антонио Туивуна    | Нанди             | 20 марта 1995    | 21      | 2       | 0       |
| 7              | Никел Чанд         | Сува              | 28 июля 1995     | 21      | 3       | 0       |
| 10             | Рату Накалеву      | Рева              | 7 марта 1994     | 22      | 3       | 0       |
| 12             | Тевита Варанаивалу | Рева              | 16 сентября 1995 | 20      | 3       | 0       |
| 16             | Джозеф Турагабеси  | Сува              | 19 ноября 1994   | 21      | 1       | 0       |
| Нападающие     |                    |                   |                  |         |         |         |
| 6              | Аниш Хем           | Нанди             | 27 сентября 1993 | 22      | 3       | 0       |
| 8              | Сетареки Хьюз      | Рева              | 8 июня 1995      | 21      | 3       | 0       |
| 9              | Рой Кришна* (к)    | Веллингтон Феникс | 30 августа 1987  | 28      | 3       | 1       |
| 13             | Иозефо Веревоу     | Рева              | 1 мая 1996       | 20      | 3       | 0       |
| 14             | Сэмюэла Набения    | Ба                | 9 февраля 1995   | 21      | 2       | 0       |
| 15             | Саула Вака         | Ба                | 10 декабря 1995  | 20      | 1       | 0       |
| Главный тренер |                    |                   |                  |         |         |         |
| Флаг Австралии | Фрэнк Фарина       | Фрэнк Фарина      | 5 сентября 1964  | 51      |         |         |

Результаты
Групповой этап (Группа C)
| М | Команда          | И | В | Н | П | Мячи   | ±   | О |
| - | ---------------- | - | - | - | - | ------ | --- | - |
| 1 | Республика Корея | 3 | 2 | 1 | 0 | 12 − 3 | +9  | 7 |
| 2 | Германия         | 3 | 1 | 2 | 0 | 15 − 5 | +10 | 5 |
| 3 | Мексика          | 3 | 1 | 1 | 1 | 7 − 4  | +3  | 4 |
| 4 | Фиджи            | 3 | 0 | 0 | 3 | 1 − 23 | −22 | 0 |

| 4 августа 2016 17:00 UTC-3 | \| Фиджи \| 0:8 (0:1) Отчёт \| Республика Корея \| \| \| Голы \| Рю Сын У 32′, 63′, 93′ · Квон Чхан Хун 62′, 63′ · Сон Хын Мин 72′ (пен.) · Сок Хён Джун 77′, 90′ \| | Стадион: Фонте-Нова, Салвадор Зрителей: 16 000 Судья: Маланг Дьедхиу                             |
| Фиджи                      | 0:8 (0:1) Отчёт | Республика Корея                                                                                 |
|                            | Голы | Рю Сын У 32′, 63′, 93′ · Квон Чхан Хун 62′, 63′ · Сон Хын Мин 72′ (пен.) · Сок Хён Джун 77′, 90′ |

| 7 августа 2016 13:00 UTC-3 | \| Фиджи \| 1:5 (1:0) Отчёт \| Мексика \| \| Кришна 11′ \| Голы \| Э. Гутьеррес 48′, 56′, 58′, 73′ · Сальседо 67′ \| | Стадион: Фонте-Нова, Салвадор Зрителей: 11 200 Судья: Гехад Гриша |
| Фиджи                      | 1:5 (1:0) Отчёт | Мексика                                                           |
| Кришна 11′                 | Голы | Э. Гутьеррес 48′, 56′, 58′, 73′ · Сальседо 67′                    |

| 10 августа 2016 16:00 UTC-3                                                    | \| Германия \| 10:0 (6:0) Отчёт \| Фиджи \| \| Гнабри 8′, 45′ · Петерсен 14′, 33′, 40′, 63′ (пен.), 70′ · Майер 30′, 49′, 52′ \| Голы \| \| | Стадион: Минейран, Белу-Оризонти Зрителей: 16 521 Судья: Фахад аль-Мирдаси |
| Германия                                                                       | 10:0 (6:0) Отчёт | Фиджи                                                                      |
| Гнабри 8′, 45′ · Петерсен 14′, 33′, 40′, 63′ (пен.), 70′ · Майер 30′, 49′, 52′ | Голы |                                                                            |

Итог: по результатам соревнований олимпийская сборная Фиджи по футболу заняла 16-е место.